# Drosera roraimae
Drosera roraimae é uma espécie vegetal pertencente à família Droseraceae, endêmica da região do Monte Roraima.